# Donna con nastro di velluto
Donna con nastro di velluto è un dipinto a olio su tela (54 x45,5 cm) realizzato nel 1915 dal pittore italiano Amedeo Modigliani.
È conservato presso il Museo dell'Orangerie di Parigi.
La testa della modella è raffigurata su uno sfondo naturalistico di colore verdeggiante, una caratteristica che diventerà prominente nella produzione che avrà Modigliani, qualche anno più tardi, al termine del suo viaggio nella Francia del sud.
Il dipinto ricorda le opere di Gauguin dipinte a Pont-Aven, in particolare per quello che riguarda la relazione tra figura e sfondo naturalistico.